# Can Guitard Vell
Can Guitard Vell és una obra del municipi de Cervelló (Baix Llobregat) inclosa en l'Inventari del Patrimoni Arquitectònic de Catalunya.

## Descripció
Es tracta d'una antiga masia de cara a migdia, amb coberta a doble vessant. La planta és compacta amb les construccions annexes i desproveïda de tancat. Consta de planta baixa i pis.
Conserva el portal d'arc de mig punt adovellat original, així com uns arcs apuntats a l'interior, que si bé estan restaurats, formen part de l'estructura original de la casa. Les obres es feren el 1960 i actualment l'edifici és un restaurant. Les antigues finestres foren convertides en balcons a començaments de segle xx.

## Història
És una de les masies més antigues del terme, segurament ja devia existir al segle xv. Durant el segle xvii va pertànyer a la família Sàbat, passant per matrimoni a la família Guitard, originària de Terrassa, a principis del segle xviii. Durant molt de temps va fer funcions d'hostal on les diligències feien el canvi de cavalls, ja que pel seu costat passava l'antic camí de ferradura cap a Vilafranca, abans de la construcció de la nova carretera, al segle xviii. Al segle xix, també per matrimoni, el mas va passar a la família Bonastre. L'edifici actual, reformat segurament durant el segle xix, ha estat convertit en restaurant.